# Kotjärnen (Färnebo socken, Värmland)
Kotjärnen är en sjö i Filipstads kommun i Värmland och ingår i Göta älvs huvudavrinningsområde. Sjöns area är 0,026 kvadratkilometer och den är belägen 200 meter över havet.